# 曲靖文庙
25°27′27.2″N 103°48′42.8″E / 25.457556°N 103.811889°E
曲靖文庙，即曲靖府文庙，位于云南省曲靖市麒麟区，原位于东门街，始建于明永乐元年（1403年），后多次迁建、重建。
至中华人民共和国成立初期，曲靖文庙建筑群仍保存完整，20世纪50—70年代被用作电影院、演出活动场地，后成为县彩印厂仓库。文化大革命期间，庙门、泮池、天子台、牌坊等建筑被毁，仅存大成殿。大成殿坐北向南，五开间，重檐歇山顶，抬梁式木结构建筑，通面阔28米，通进深18米；1985年大成殿被列入曲靖市（县级）文物保护单位，但在1995年的旧城改造中，大成殿被认为失去了原地保存的价值，曲靖市人民政府撤销其文物保护单位身份并拆除。
2013年，曲靖市、麒麟区政府决定重建文庙，选址在益宁街道水寨社区，占地20亩，总投资5000万元，资金全部来自社会捐助。2014年1月举行奠基仪式，2016年8月29日动工，2017年1月2日举行大成殿上梁仪式。2019年11月，麒麟区城管局投资140余万元，新建面积2518平方米的文庙游园。2021年12月至2022年12月31日，新建棂星门。重建后的大成殿为木结构仿唐建筑，长38.68米，宽31.68米，高21.33米，占地面积1226平方米，大成殿前立有一尊高9.9米、重13吨的孔子像。重建后的棂星门宽14.80米，高10.60米。